# Вэдулень
Вэдулень (рум. Văduleni) — село в Молдавии, в составе коммуны Будешты сектора Чеканы муниципия Кишинёв.
Образовано 21 мая 1984 года.